# Rio Ardèche
O rio Ardèche (em occitano:  Ardecha) é um rio localizado no sul de França, afluente do rio Ródano pela margem direita. Deu nome ao departamento de Ardèche, e a sua bacia estende-se também pelos departamentos de Lozère e Gard. Em parte do seu percurso situam-se as dramáticas Gorges de l'Ardèche, um pronunciado desfiladeiro com cerca de 30 km de comprimento, uma grande atração turística.
A cidade mais importante do seu percurso é Aubenas.

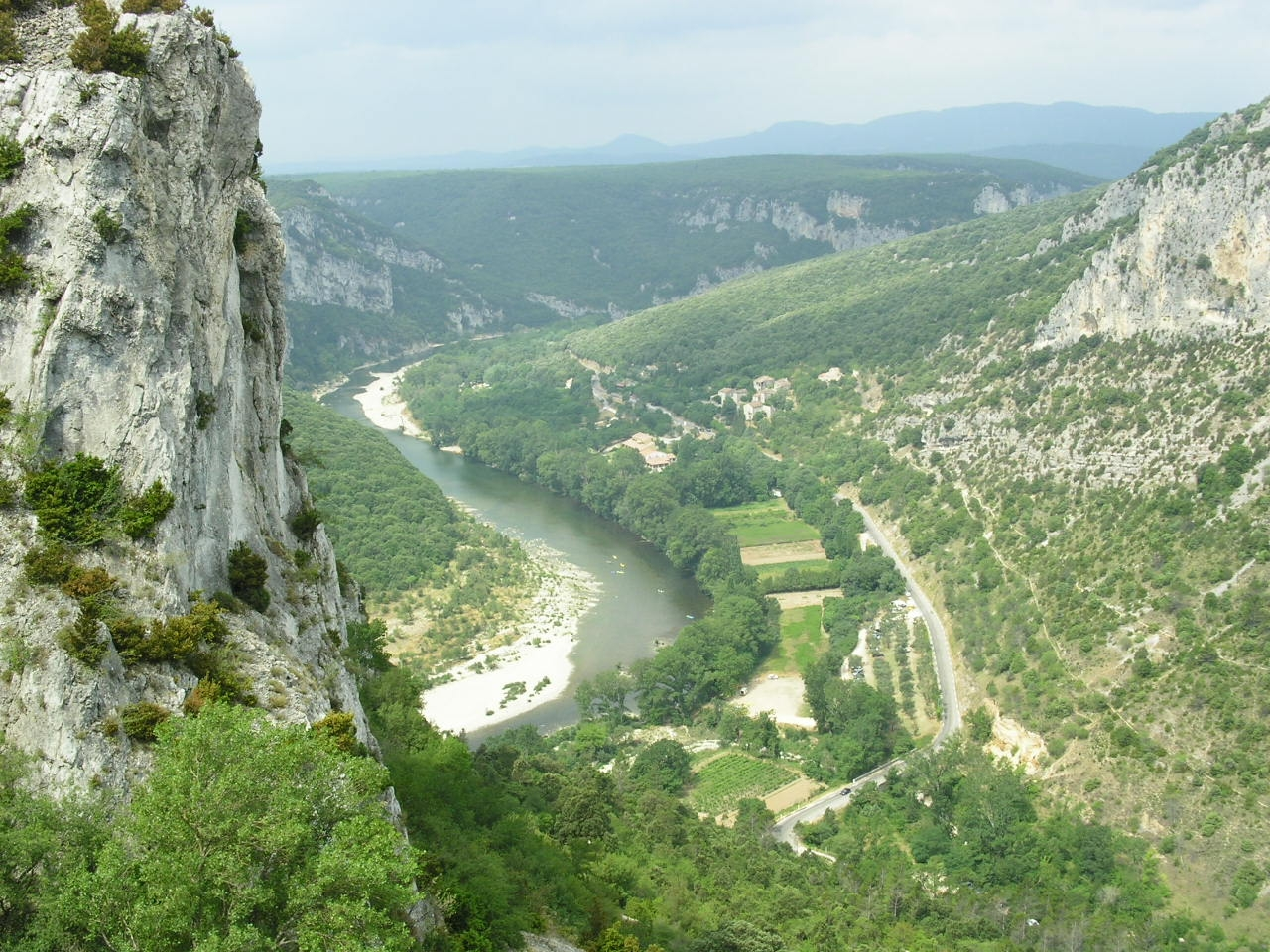
As Gorges de l’Ardèche

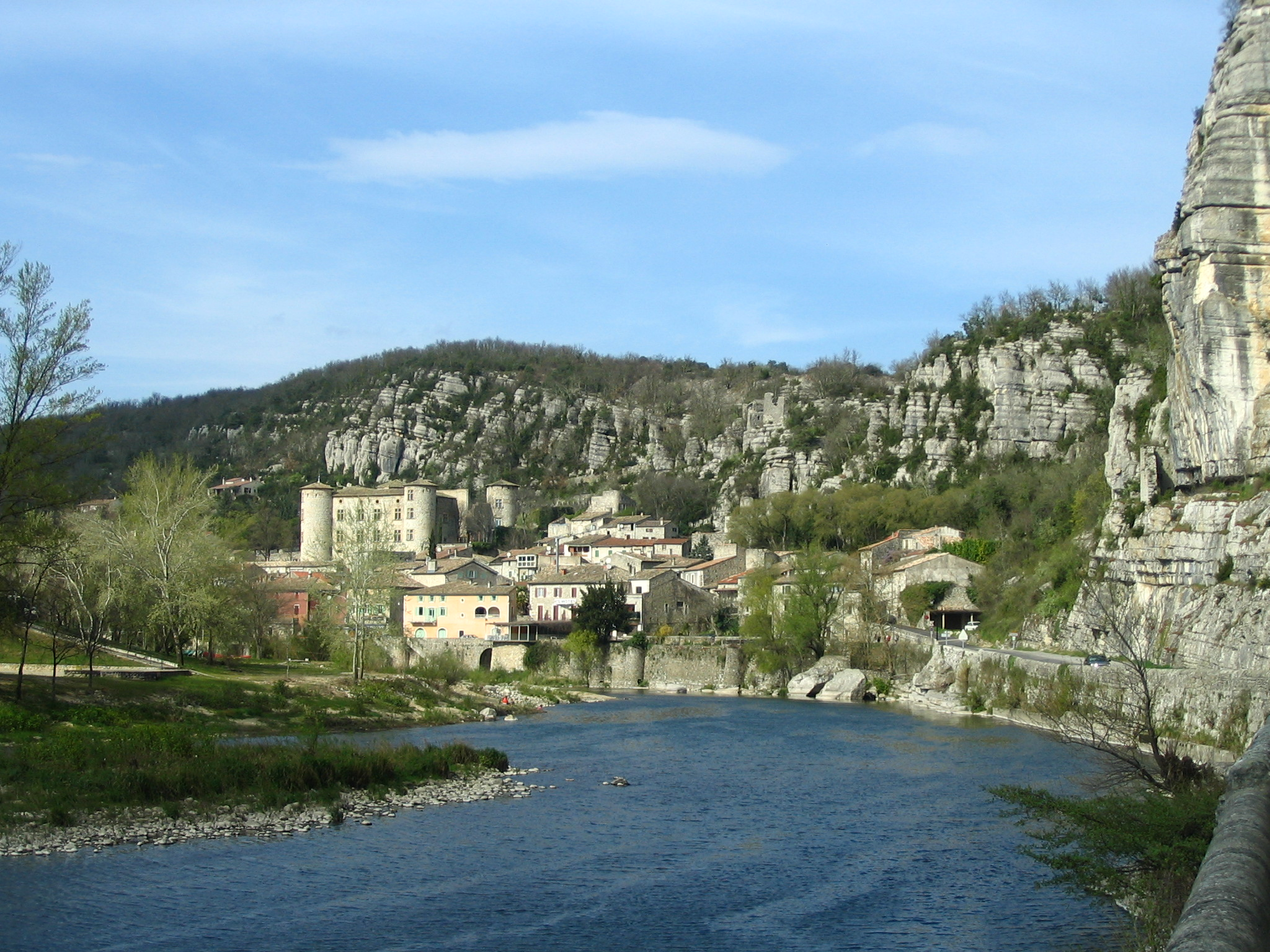
O rio Ardèche em Vogüé.

Os seus principais afluentes são:
- Auzon
- Lignon
- Ligne
- Beaume
- Chassezac
  - Altier
  - Borne
- Drobie
- Fontaulière
- Claduègne
- Ibie
- Volane